# Карантији
Карантији (фр. Carantilly) насеље је и општина у северној Француској у региону Доња Нормандија, у департману Манш која припада префектури Сен Ло.
По подацима из 2011. године у општини је живело 627 становника, а густина насељености је износила 58,6 становника/km². Општина се простире на површини од 10,7 km². Налази се на средњој надморској висини од 92 метара (максималној 119 m, а минималној 67 m).

## Демографија
| 1962. | 1968. | 1975. | 1982. | 1990. | 1999. | 2011. |
| ----- | ----- | ----- | ----- | ----- | ----- | ----- |
| 607   | 627   | 527   | 526   | 536   | 530   | 627   |

График промене броја становника у току последњих година